# 1429
1429 (MCDXXIX) var ett normalår som började en lördag i den julianska kalendern.

## Händelser

### Februari
- 28 februari – Arvskifte genomförs efter Margareta Karlsdotter (Sparre av Tofta).

### Mars
- 16 mars – Margareta Karlsdotter begravs i Vadstena.

### April
- April – Vitaliebröderna, som står på Hansans sida, besegrar en norsk ledungsflotta vid Bergen. Detta har kallats "Ledungsflottans sista strid", eftersom systemet helt och hållet avskaffades efter detta slag, sedan det visat sig hur ineffektiv denna flotta var.

### Juli
- 26 juli – Motpåven Clemens VIII avsätts.

### Okänt datum
- Öresundstullen upprättas och innebär att alla fartyg, icke tillhöriga Kalmarunionen (efter dess upplösning Danmark), måste betala tull vid genomfart i Öresund. För att kunna bevaka sjöfarten har man låtit bygga slottet Krogen i Helsingör.
- Jeanne d'Arc befriar Orléans.
- Karl VII av Frankrike kröns till kung i Reims.

## Födda
- 23 mars – Margareta av Anjou, drottning av England.

## Avlidna
- 12 juli – Johannes Gerson, fransk teolog, mystiker, politiker och författare.